# Ludovisi
Ludovisi är en stadsdel i norra Rom och tillika ett av Roms rioni. Namnet ”Ludovisi” syftar på Villa Ludovisi.

## Kyrkor i urval
- Corpus Christi (Santa Maria Regina dei Minori)
- Sant'Isidoro
- Santa Maria della Concezione dei Cappuccini
- Santa Maria Regina dei Cuori
- San Marone
- San Patrizio
- Santissimo Redentore e Santa Francesca Saverio Cabrini

### Dekonsekrerade kyrkor
- San Giuseppe Calasanzio
- San Lorenzo da Brindisi

## Byggnadsverk i urval
- Casino dell'Aurora
- Palazzo Margherita
- Villino Florio